# Beldorney Castle

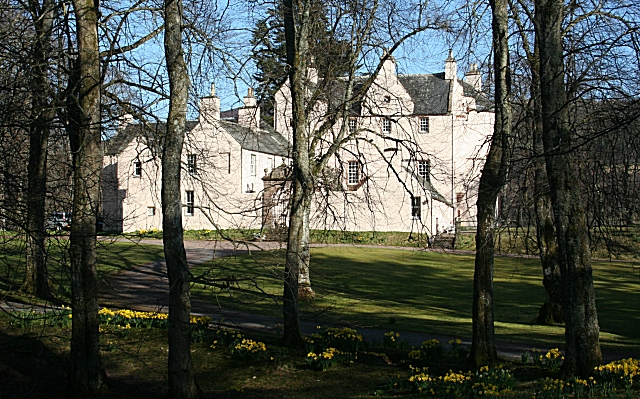
Beldorney Castle

Beldorney Castle ist ein Wohnturm mit Z-förmigem Grundriss etwa drei Kilometer südlich des Dorfes Glass im Hügelland des Deverontals in der schottischen Council Area Aberdeenshire. Das Gebäude stammt aus der Mitte des 16. Jahrhunderts.
Weitere Namen der Burg sind Beldornie Castle, Beldornay Castle oder Beldorny Castle.

## Geschichte
Das Anwesen gehörte Mitgliedern der Clans Ogilvy, Gordon, Lyon, Buchan und Grant.
1545 kaufte George Gordon das Land vom Earl of Huntly und ließ die Burg vor seinem Tod 1575 bauen. Somit war Beldorney Castle eines der ersten Wohntürme mit Z-förmigem Grundriss im Nordosten des Landes. 1679 wurden im Westen zwei Flügel angeschlossen und der originale Eingang ersetzt. Alexander Gordon erwarb die Burg 1713 und ließ sie umbauen, wobei der Rittersaal im ersten Obergeschoss in mehrere Räume aufgeteilt wurde. Bei diesem Umbau wurde eine interessante Wandmalerei von einer Frau, die die Laute spielt, entdeckt. Die damaligen Arbeiten umfassten auch Kaminsimse mit Rähmchen und Stuckdecken.
Thomas Buchan aus Auchmacoy kaufte das Anwesen von Beldorney 1807 von Charles Gordon, dem letzten in der Linie der Gordons.
Später verkaufte Buchan Burg und Anwesen weiter an Sir William Grant, Master of the Rolls und Parlamentsabgeordneter für den Wahlkreis Banffshire. Nach dessen Tod fiel die Immobilie an seinen Bruder, Major John Grant aus Dawlish in Devon.
1830 wurde der Nordflügel angebaut. 1890 wurden weitere Restaurierungsarbeiten durchgeführt, wobei weitere Geschosse unter der Aufsicht des Architekten Alexander Marshall Mackenzie umgebaut wurden. Anfang der 1980er-Jahre wurden nochmals Arbeiten durchgeführt.

## Architektur

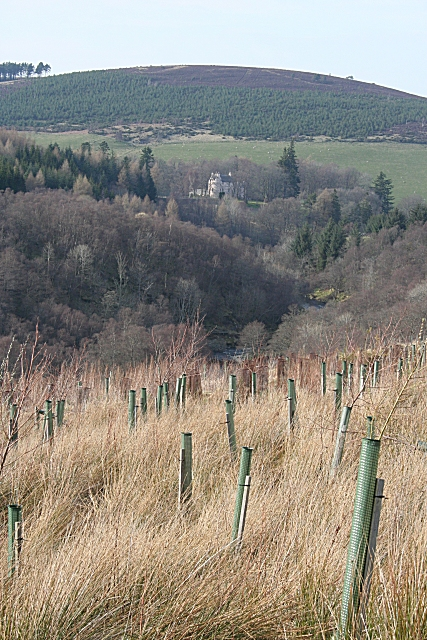
Beldorney Castle

Der Hauptblock der Burg liegt in Nord-Süd-Richtung. An der Nordwestecke befindet sich ein kleiner Turm mit quadratischem Grundriss, in den die Haupttreppe eingebaut ist. Dieser Turm wird Dog Tower genannt, weil er einen Dachschmuck in Form eines Hundes trägt.
An der Südostecke liegt ein großer Rundturm mit gerundetem Giebel. Der ursprüngliche Eingang befand sich im Innenwinkel mit dem quadratischen Turm.
Das Erdgeschoss, das eine Küche und zwei Kellerräume enthält, ist gewölbt. Von einem der beiden Keller – dem Weinkeller – führte eine Mauertreppe zum Rittersaal hinauf. Fragmente der Deckenmalerei des Rittersaals sind bis heute erhalten. Es scheint, dass sich im 2. Obergeschoss ebenfalls ein Saal befand, ebenso wie ein Turmzimmer. Eine Mauertreppe führt durch eine Tourelle im Innenwinkel des Südgiebels. Sie vermittelt den Zugang zum Raum im 2. Obergeschoss und zum Wachraum im 3. Obergeschoss.
Die beiden Flügel im Westen aus dem Jahre 1679 schließen einen Innenhof ein, den man durch einen bogenbewehrten Eingang erreicht, der die Initialen von John und Anne Gordon und das Datum in der Innenseite trägt. Dort findet man Details aus der Renaissance, ein halbrundes Tympanon über einem Gebälk mit kugligem Dachschmuck. Der Südflügel ist nur ein Stockwerk hoch.
Der neue Eingang, der mit einer kielbogenüberspannten Tafel mit einem geflügelten Engelskopf verziert ist, befindet sich in der Mitte der Westfassade.
Historic Scotland hat Beldorney Castle als historisches Bauwerk der Kategorie A gelistet.